# Azerbaijão nos Jogos Olímpicos de Verão de 2000
O Azerbaijão participou dos Jogos Olímpicos de Verão de 2000 em Sydney, Austrália.

## Medalhistas
| Atleta                  | Esporte | Evento                         | Medalha |
| ----------------------- | ------- | ------------------------------ | ------- |
| Zemfira Meftakhetdinova | Tiro    | Skeet feminino                 | Ouro    |
| Namik Abdullayev        | Lutas   | Livre até 55 kg masculino      | Ouro    |
| Vugar Alakbarov         | Boxe    | Peso médio até 75 kg masculino | Bronze  |